# Ctenucha tucumana
Ctenucha tucumana är en fjärilsart som beskrevs av Rothschild 1912. Ctenucha tucumana ingår i släktet Ctenucha och familjen björnspinnare. Inga underarter finns listade i Catalogue of Life.